# مقبرة أمنحتب

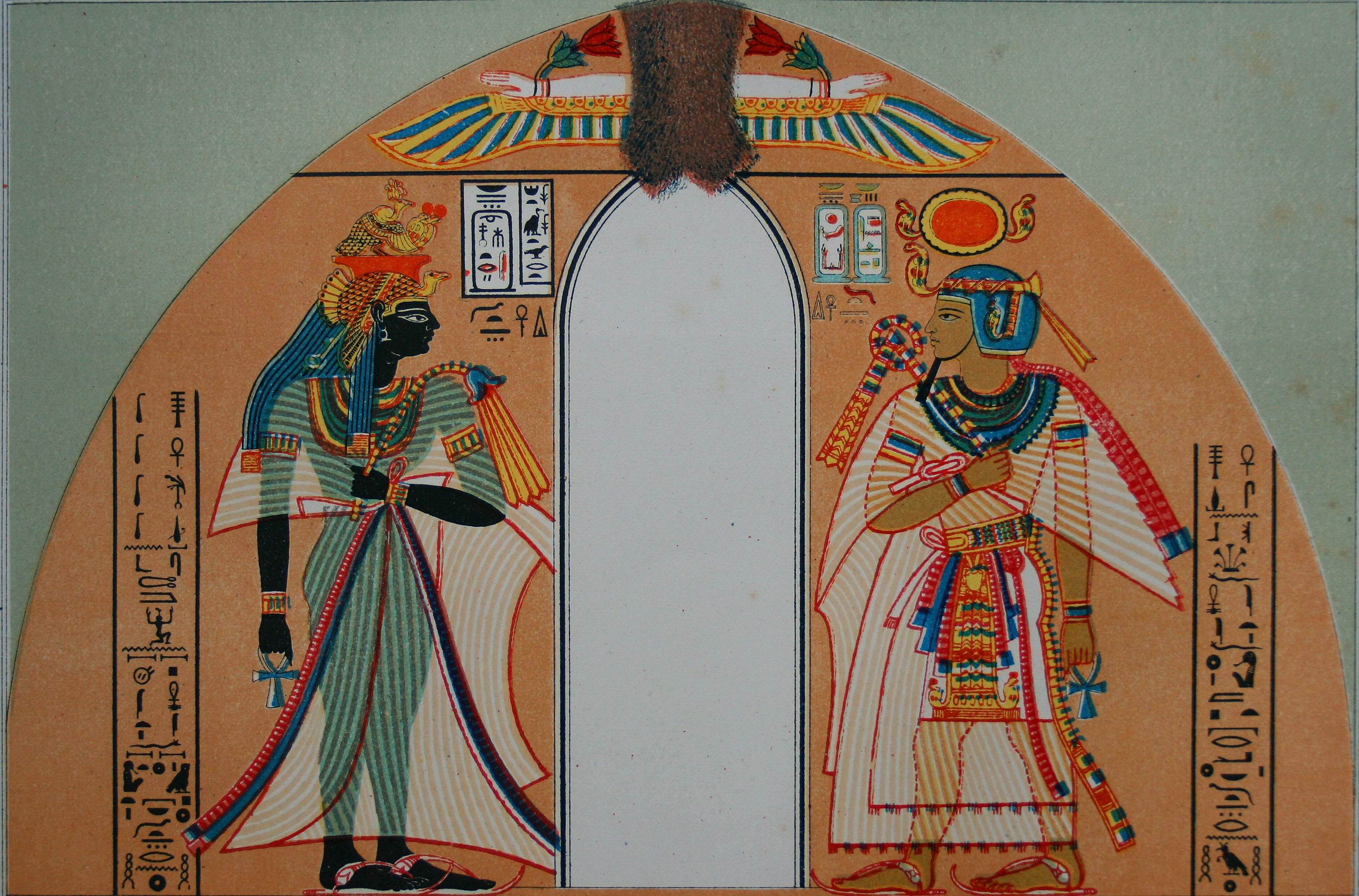
أمنحتب الأول وزوجته الملكة أحمس - نفرتاري.

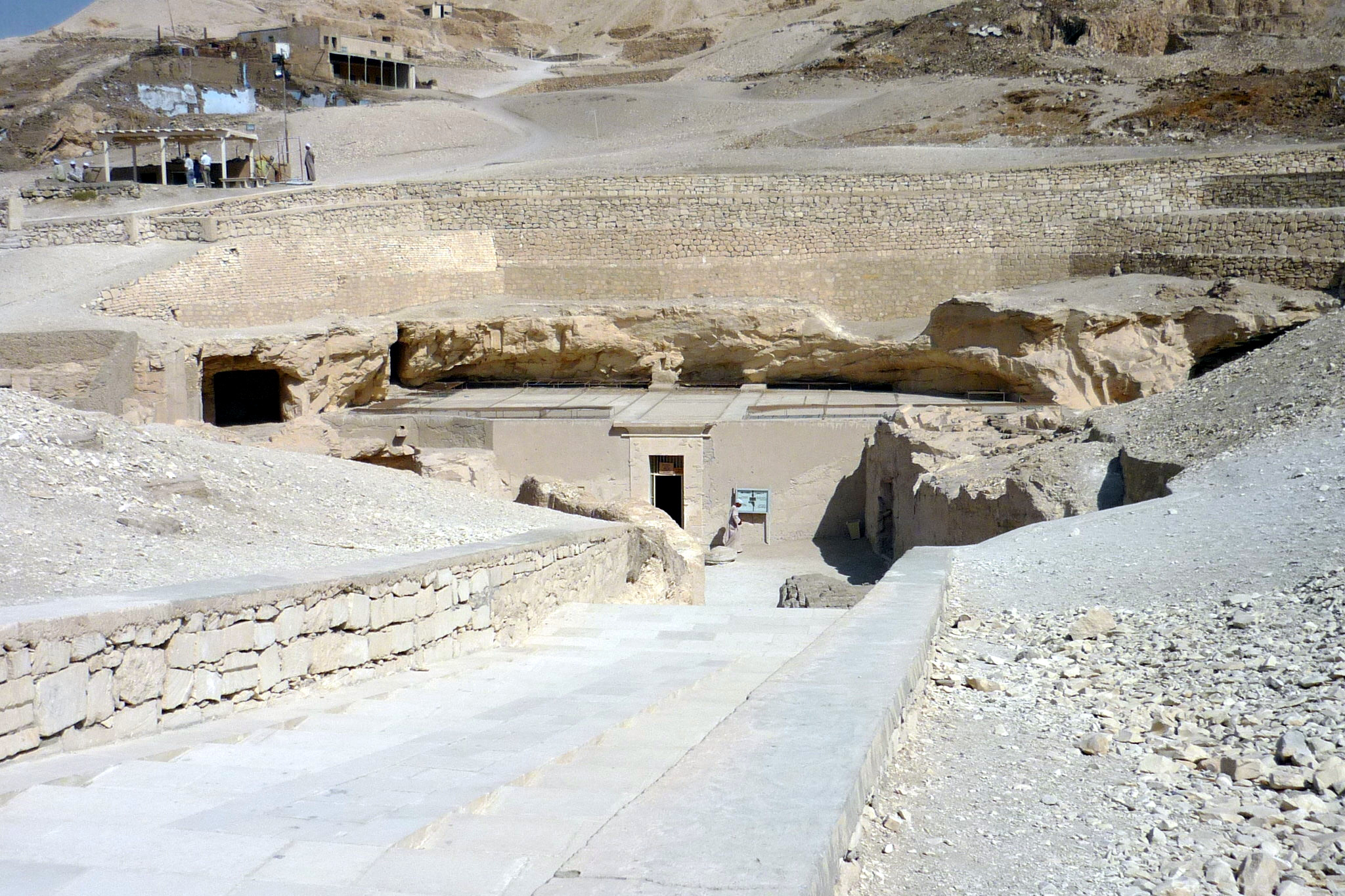
مقابر النبلاء في الأقصر.

مقبرة أمنحتب، كانت خاصة برئيس الكهنة أمنحتب (بالإنجليزية: Amenhotep)‏، في عهد (أمنحتب الأول) (بالإنجليزية: Amenhotep I)‏، وتحمل الرمز العالمي (TT19)، تقع في مقابر النبلاء، في دير المدينة. وكانت أسم زوجة (بالإنجليزية: Amenmose)‏.

## المقبرة
تحمل مشاهد القبر جداريات ورسومات لأمنحتب الأول وزوجته الملكة الأم ملكة احمس نفرتاري. ومشهد أمنحتب وكاهنا مع صفين من الملوك والملكات العمارنة وهم على التوالي:
- أمنحتب الأول
- أحمس الأول
- تحتمس الأول
- تحتمس الثاني
- تحتمس الثالث
- أمنحتب الثاني
- تحتمس الرابع
- أمنحتب الثالث
- حور محب
- رمسيس الأول
- أس الأول